# هونرات
هونرات (به آلمانی: Honerath) یک شهر در آلمان است که در اهرویلر واقع شده‌است. هونرات ۲۱۰ نفر جمعیت دارد.